# Èudox (cràter)

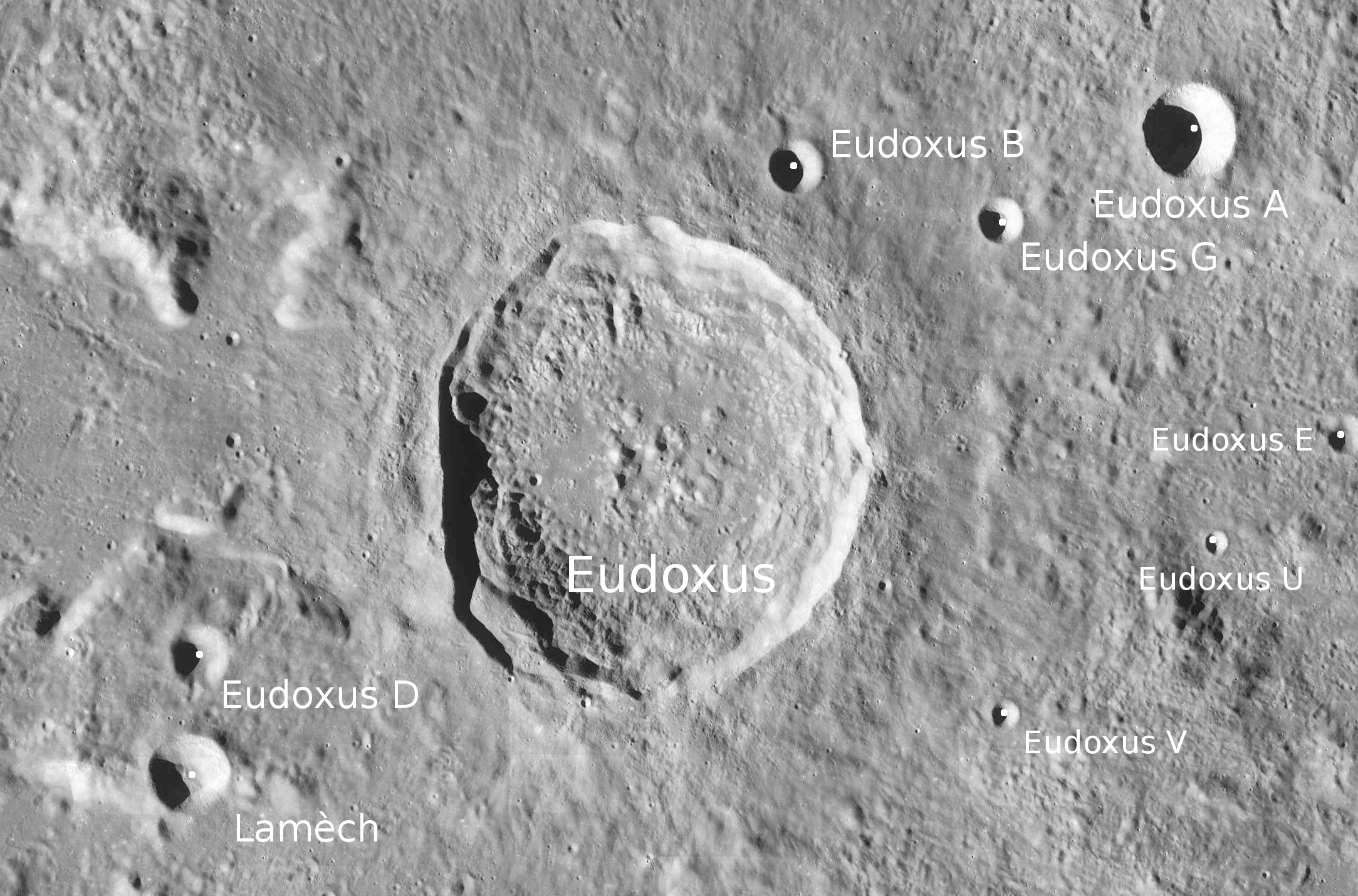
Localització d'Èudox.
Fotografia de la missió Lunar Reconnaissance Orbiter

Èudox, també conegut com a Eudoxus, és un destacat cràter d'impacte situat a les regions visibles del nord de la Lluna, a l'est de l'extrem nord dels Montes Caucasus i al sud del prominent cràter Aristòtil. Al sud apareix un cràter molt deteriorat, Alexander, amb el petit cràter Lamèch situat al sud-oest.

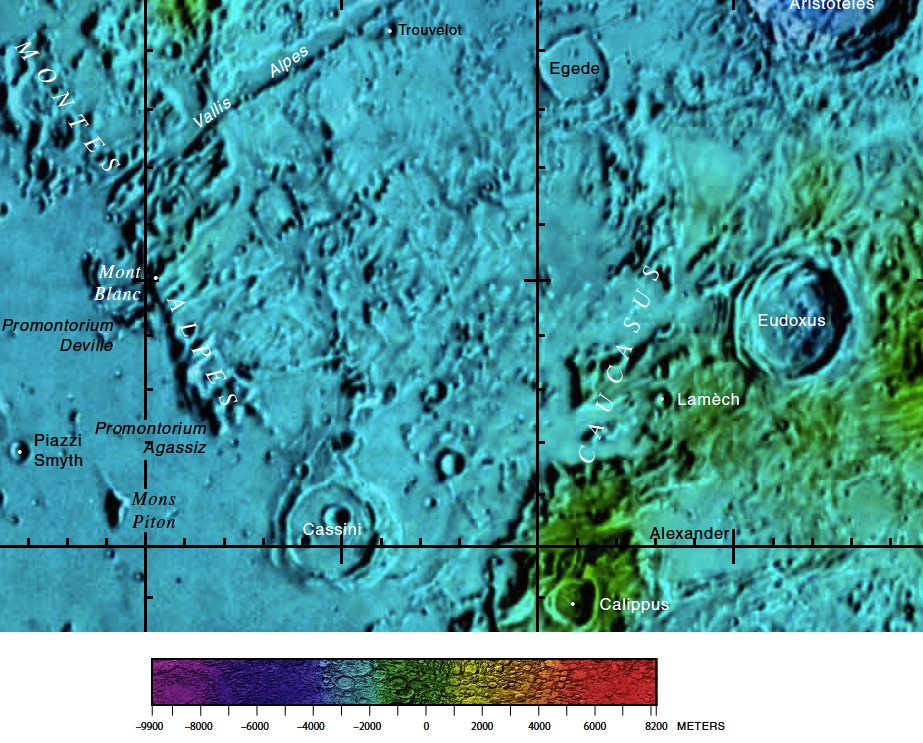
Localització d'Èudox

El brocal d'Èudox presenta una sèrie de terrasses en la paret interior, i un conjunt de rampes lleugerament desgastades sobre l'exterior. Manca d'un únic pic central, però presenta un grup de pujols baixos sobre el punt mitjà de la planta. La resta del sòl interior està relativament a nivell. Èudox posseeix un sistema de marques radials i, per tant, se l'assigna com a part del Sistema Copernicà.

## Cràters satèl·lit
Per convenció aquests elements són identificats en els mapes lunars posant la lletra en el costat del punt mitjà del cràter que està més prop d'Eudoxus.
|       | \| Èudox \| Coordenades \| Diàmetre \| \| ----- \| ------------------------------------ \| -------- \| \| A \| 45° 48′ N, 20° 00′ E / 45.8°N,20.0°E \| 14 km \| \| B \| 45° 36′ N, 17° 24′ E / 45.6°N,17.4°E \| 8 km \| \| D \| 43° 18′ N, 13° 12′ E / 43.3°N,13.2°E \| 10 km \| \| E \| 44° 18′ N, 21° 06′ E / 44.3°N,21.1°E \| 6 km \| \| G \| 45° 24′ N, 18° 48′ E / 45.4°N,18.8°E \| 7 km \| \| J \| 40° 48′ N, 20° 12′ E / 40.8°N,20.2°E \| 4 km \| \| O \| 43° 54′ N, 20° 18′ E / 43.9°N,20.3°E \| 4 km \| \| V \| 43° 06′ N, 18° 54′ E / 43.1°N,18.9°E \| 4 km \| |          |
| Èudox | Coordenades | Diàmetre |
| A     | 45° 48′ N, 20° 00′ E / 45.8°N,20.0°E | 14 km    |
| B     | 45° 36′ N, 17° 24′ E / 45.6°N,17.4°E | 8 km     |
| D     | 43° 18′ N, 13° 12′ E / 43.3°N,13.2°E | 10 km    |
| E     | 44° 18′ N, 21° 06′ E / 44.3°N,21.1°E | 6 km     |
| G     | 45° 24′ N, 18° 48′ E / 45.4°N,18.8°E | 7 km     |
| J     | 40° 48′ N, 20° 12′ E / 40.8°N,20.2°E | 4 km     |
| O     | 43° 54′ N, 20° 18′ E / 43.9°N,20.3°E | 4 km     |
| V     | 43° 06′ N, 18° 54′ E / 43.1°N,18.9°E | 4 km     |

### Altres referències
- (WGPSN), IAU Working Group for Planetary System Nomenclature. «Gazetteer of Planetary Nomenclature. 1:1 Million-Scale Maps of the Moon» (en anglès).  UAI / USGS, 13-02-2013. [Consulta: 6 abril 2016].
- Andersson, L. E.; Whitaker, E. A.,. NASA Catalogue of Lunar Nomenclature (en anglès).  NASA RP-1097, 1982.
- Blue, Jennifer. «Gazetteer of Planetary Nomenclature» (en anglès).  USGS, 25-07-2007. [Consulta: 2 gener 2012].
- Bussey, B.; Spudis, P.. The Clementine Atlas of the Moon (en anglès).  Nueva York: Cambridge University Press, 2004. ISBN 0-521-81528-2.
- Cocks, Elijah E.; Cocks, Josiah C.. Who's Who on the Moon: A Biographical Dictionary of Lunar Nomenclature (en anglès).  Tudor Publishers, 1995. ISBN 0-936389-27-3.
- McDowell, Jonathan. «Lunar Nomenclature» (en anglès).   Jonathan's Space Report, 15-07-2007. [Consulta: 2 gener 2012].
- Menzel, D. H.; Minnaert, M.; Levin, B.; Dollfus, A.; Bell, B. «Report on Lunar Nomenclature by The Working Group of Commission 17 of the IAU» (en anglès). Space Science Reviews, 12, 1971, pàg. 136.
- Moore, Patrick. On the Moon (en anglès).  Sterling Publishing Co, 2001. ISBN 0-304-35469-4.
- Price, Fred W. The Moon Observer's Handbook (en anglès).  Cambridge University Press, 1988. ISBN 0521335000.
- Rükl, Antonín. Atlas of the Moon (en anglès).  Kalmbach Books, 1990. ISBN 0-913135-17-8.
- Webb, Rev. T. W.. Celestial Objects for Common Telescopes, 6ª edición revisada (en anglès).  Dover, 1962. ISBN 0-486-20917-2.
- Whitaker, Ewen A. Mapping and Naming the Moon (en anglès).  Cambridge University Press, 2003. 978-0-521-54414-6.
- Wlasuk, Peter T. Observing the Moon (en anglès).  Springer, 2000. ISBN 1-85233-193-3.